# Championnats d'Europe de judo 2023
Navigation
Édition précédente Édition suivante
Les Championnats d'Europe de judo 2023, trente-septième édition des Championnats d'Europe de judo réunifiés, ont lieu du 3 au 5 novembre 2023 à la Sud de France Arena de Montpellier, en France.
Les Championnats d'Europe par équipes de judo mixtes 2023 ont lieu à Cracovie, en Pologne, le 1er juillet 2023.

## Judokas biélorusses et russes
Les athlètes biélorusses et russes sont autorisés à prendre part à la compétition mais sous le statut d'athlètes individuels neutres (AIN). Aucun drapeau n'est utilisé pour ces délégations, pas même le drapeau de l'EJU.

## Médaillés

### Hommes
| Épreuves        | Or                 | Argent             | Bronze                  |
| --------------- | ------------------ | ------------------ | ----------------------- |
| Hommes          |                    |                    |                         |
| Moins de 60 kg  | Luka Mkheidze      | Dilshot Khalmatov  | Francisco Garrigós      |
| Moins de 60 kg  | Luka Mkheidze      | Dilshot Khalmatov  | Romain Valadier-Picard  |
| Moins de 66 kg  | Vieru              | David García Torné | Bogdan Iadov            |
| Moins de 66 kg  | Vieru              | David García Torné | Walide Khyar            |
| Moins de 73 kg  | Hidayət Heydərov   | Salvador Cases     | Akil Gjakova            |
| Moins de 73 kg  | Hidayət Heydərov   | Salvador Cases     | Petru Pelivan           |
| Moins de 81 kg  | Vedat Albayrak     | Tato Grigalashvili | Alpha Oumar Djalo       |
| Moins de 81 kg  | Vedat Albayrak     | Tato Grigalashvili | Dominic Ressel          |
| Moins de 90 kg  | Nemanja Majdov     | Lasha Bekauri      | Krisztián Tóth          |
| Moins de 90 kg  | Nemanja Majdov     | Lasha Bekauri      | Mihael Žgank            |
| Moins de 100 kg | Zelym Kotsoiev     | Ilia Sulamanidze   | Matvey Kanikovskiy      |
| Moins de 100 kg | Zelym Kotsoiev     | Ilia Sulamanidze   | Nikoloz Sherazadishvili |
| Plus de 100 kg  | Martti Puumalainen | Guram Tushishvili  | Valeriy Endovitskiy     |
| Plus de 100 kg  | Martti Puumalainen | Guram Tushishvili  | Jelle Snippe            |

### Femmes
| Épreuves       | Or                   | Argent           | Bronze                  |
| -------------- | -------------------- | ---------------- | ----------------------- |
| Femmes         |                      |                  |                         |
| Moins de 48 kg | Shirine Boukli       | Catarina Costa   | Laura Martínez Abelenda |
| Moins de 48 kg | Shirine Boukli       | Catarina Costa   | Sabina Giliazova        |
| Moins de 52 kg | Amandine Buchard     | Distria Krasniqi | Chelsie Giles           |
| Moins de 52 kg | Amandine Buchard     | Distria Krasniqi | Mascha Ballhaus         |
| Moins de 57 kg | Daria Kurbonmamadova | Marica Perišić   | Nora Gjakova            |
| Moins de 57 kg | Daria Kurbonmamadova | Marica Perišić   | Sarah-Léonie Cysique    |
| Moins de 63 kg | Andreja Leški        | Gili Sharir      | Angelika Szymańska      |
| Moins de 63 kg | Andreja Leški        | Gili Sharir      | Laura Fazliu            |
| Moins de 70 kg | Marie-Ève Gahié      | Madina Taimazova | Sanne van Dijke         |
| Moins de 70 kg | Marie-Ève Gahié      | Madina Taimazova | Barbara Matić           |
| Moins de 78 kg | Alina Böhm           | Alice Bellandi   | Patrícia Sampaio        |
| Moins de 78 kg | Alina Böhm           | Alice Bellandi   | Inbar Lanir             |
| Plus de 78 kg  | Romane Dicko         | Raz Hershko      | Marit Kamps             |
| Plus de 78 kg  | Romane Dicko         | Raz Hershko      | Asya Tavano             |

## Tableau des médailles
- Pays organisateur

| Rang  | Nation                       | Or | Argent | Bronze | Total |
| ----- | ---------------------------- | -- | ------ | ------ | ----- |
| 1     | France                       | 5  | 0      | 4      | 9     |
| 2     | Azerbaïdjan                  | 2  | 0      | 0      | 2     |
| NC    | Athlètes individuels neutres | 1  | 1      | 3      | 5     |
| 3     | Serbie                       | 1  | 1      | 0      | 2     |
| 4     | Allemagne                    | 1  | 0      | 2      | 3     |
| 5     | Moldavie                     | 1  | 0      | 1      | 2     |
| 5     | Turquie                      | 1  | 0      | 1      | 2     |
| 7     | Finlande                     | 1  | 0      | 0      | 1     |
| 7     | Slovénie                     | 1  | 0      | 0      | 1     |
| 9     | Géorgie                      | 0  | 4      | 0      | 4     |
| 10    | Espagne                      | 0  | 2      | 3      | 5     |
| 11    | Israël                       | 0  | 2      | 1      | 3     |
| 12    | Kosovo                       | 0  | 1      | 3      | 4     |
| 13    | Italie                       | 0  | 1      | 1      | 2     |
| 13    | Portugal                     | 0  | 1      | 1      | 2     |
| 13    | Ukraine                      | 0  | 1      | 1      | 2     |
| 16    | Pays-Bas                     | 0  | 0      | 3      | 3     |
| 17    | Croatie                      | 0  | 0      | 1      | 1     |
| 17    | Royaume-Uni                  | 0  | 0      | 1      | 1     |
| 17    | Hongrie                      | 0  | 0      | 1      | 1     |
| 17    | Pologne                      | 0  | 0      | 1      | 1     |
| Total | Total                        | 14 | 14     | 28     | 56    |